# اونول نیوجرسی
اونول نیوجرسی (به انگلیسی: Avenel) یک منطقهٔ مسکونی در ایالات متحده آمریکا است که در وودبریج، نیوجرسی واقع شده‌است. اونول نیوجرسی ۹٫۱۴۸ کیلومتر مربع مساحت و ۱۷٬۰۱۱ نفر جمعیت دارد و ۱۲ متر بالاتر از سطح دریا واقع شده‌است.